# アンの村の日々
『アンの村の日々』は、カナダの作家L・M・モンゴメリの子息のスチュワート・マクドナルドが1974年に The Road to Yesterday として出版した短編集の邦訳タイトル。

## 出版の経緯
遺稿の整理をしていたスチュアートは発見した未発表原稿を含む14篇の短編を The Road to Yesterday として出版した。

## 作品リスト

### 『アンの村の日々』に収録
カナダの夕暮
詩
想い出への道
スゼットがなつかしいグレン・セント・メアリの農場を見に行くと、かつて意地悪だったディックに出会う。しかし話をしているとリスがディックの肩に乗る。
仕返し
クラリッサはデヴィッド・アンダーソンの危篤の床で恨みの言葉を聞かせる。愛と裏表の憎しみを描いた異色の作品。
妄想家
エズメはアラダイスと結婚するものと思われていたが、子供の頃にヘスターおばさんと一緒に満月の夜の庭で出会ったフランシスの事を思い浮かべていた。
無駄足
リンカンは長年看病を続けた母が亡くなり生きる張り合いを失くすが、近所に住むヘレンから結婚するように勧められる。リンカンは小さい頃に結婚の約束した少女の事を思い出す。
ほら、花嫁がやってきた！
イヴリンとダーシィの結婚式でさまざまな人々がそれぞれの思いで2人を見る。メアリは後ろの席のスーザンにイヴリンがエルマーと結婚しなかった理由やダーシィと仲直りした経緯を語る。
鍋とやかん
クリッシーは望まない結婚を勧められ乳母の元で夏を過ごす間に庭師の青年と親しくなる。
ペネロピさんの育児
ペネロピは自分が教えてきた育児理論を実際に適用する機会が訪れる。

### 『続アンの村の日々』に収録
ジェンキンズさんと過した午後
ティモシーはおばさん達の家でいい子にしていたが、おばさん達はティモシーの事が気掛かりでならない。湖に連れて行ってくれるという約束の日に急用ができたためティモシーが一人で留守番をしているとジェンキンズという男性から声を掛けられる。
空想ごっこ
双子のジルと P.G. （ジルが付けた呼び方で、ピッグまたはポーキーとも呼ぶ）は大手の雑誌発行者で金持ちになったアンソニーが夏に帰島して退屈している所に海岸で出会った。
夢が実現した話
アンソニーはクララとの平凡な夫婦生活に飽きていた。若い頃から思いを寄せていたキャロラインが滞在する家を眺めていると管理人から娘が脚を折りすぐに行きたいので誰かが戻るまでベランダに居てくれと頼まれ、彼女を見守る役目を引き受けたアンソニーは長年の夢が実現したと思う。
仲直り
シェリーは牧師から許す事の大切さを思い起こされ、自分の幸せを奪ったと思い込んで30年間憎しみを抱き続けたライルを許そうとする。
パトリックの後見人
パットは孤児だったが育て親のおじが死に、21歳になって遺産を相続するまで親戚の中からパットが選ぶ副後見人と一緒に暮らす事になった。養育費欲しさに親戚はパットを競って引き取ろうとする。
弟に御用心
ティモシーは妻に先立たれた兄が休暇で来ていた美容師のアルマに夢中になったのを知り、兄を誘惑から守り求婚を阻止するため彼女を小島の別荘に置き去りにする。
ありふれた女
アーシュラが臨終するのを待ちわびていたアンダーソン一族は、ありふれた人生だったと思い誰も波乱万丈の生涯を知る事は無かった。「仕返し」に登場するデイビッド・アンダーソンよりも後の時代の話。訳者あとがきには「最も興味深い作品のひとつ」とされている。

## 日本語訳
篠崎書林から2冊に分けて出版されている。
- (1977年)　『アンの村の日々』　上坪正徳訳 - 篠崎書林。　ISBN 9784784101870
- (1979年)　『続アンの村の日々』　上坪正徳・山田芳子共訳 - 篠崎書林。　ISBN 9784784101887

## 本書はアン・ブックスか
本書は全ての短編にブライス一家あるいはスーザンが登場または会話中で言及されている。よって本書はアンとの関連が濃い短編集である。